# Renault Austral
Pour les articles homonymes, voir Austral.

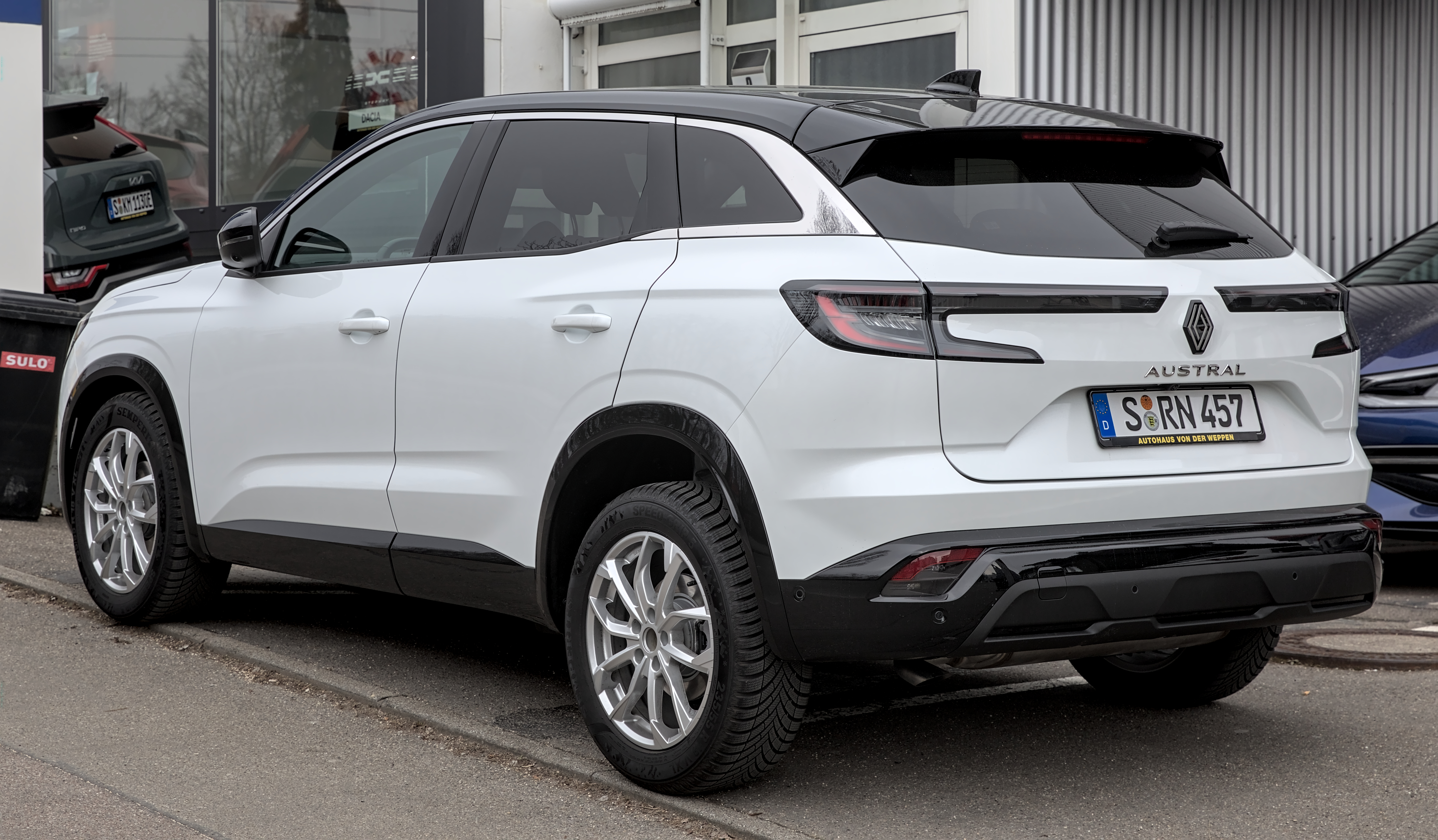
Vue arrière.

Le Renault Austral est un SUV compact du constructeur automobile français Renault commercialisé à partir de 2022. Il remplace le Kadjar produit de 2015 à 2022.
Sa version allongée est le Renault Espace VI et sa variante coupé fastback est le Renault Rafale.

## Présentation
Le Renault Austral (code projet HHN) est dévoilé le 8 mars 2022 pour une commercialisation et un début de production fin 2022,,. L'Austral est exposé pour la première au Mondial de l'automobile de Paris 2022.
L'Austral est l'un des sept finalistes pour le concours de Voiture de l'année 2023.

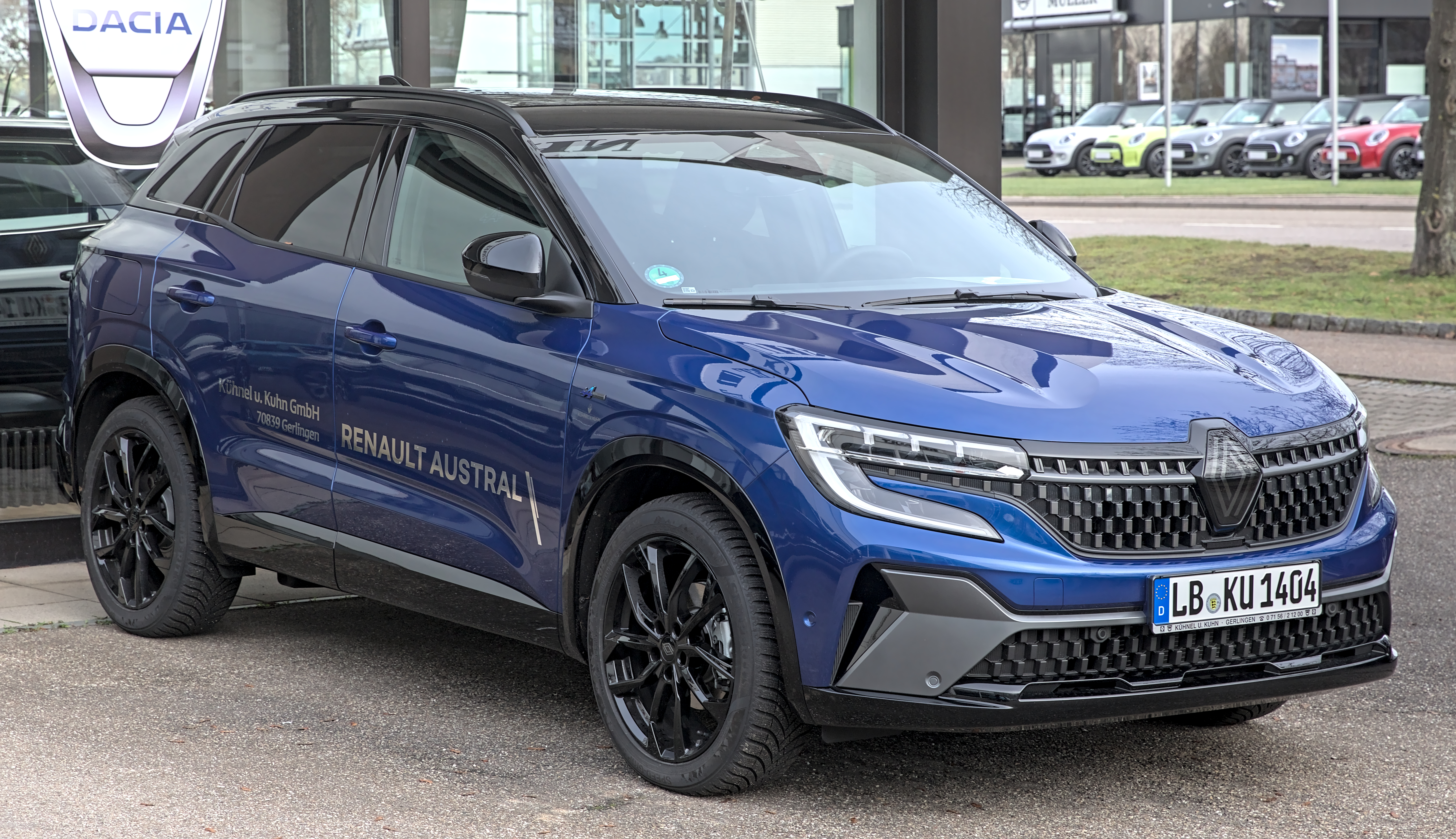
Esprit Alpine.

En janvier 2023, Renault annonce que depuis le lancement de l'Austral, un exemplaire sur deux vendu aux particuliers reçoit une finition Esprit Alpine.

### Design
Le logo change (Nouvel'R), les feux à LED sont en C-Shape (signature Renault) et le cockpit est sous forme de « L » entièrement numérique, afin d’« entourer le conducteur ». Un long bandeau LED rejoint le logo de part et d’autre sur le hayon. L'Austral adopte le nouveau design Renault, baptisé Sensual Tech.
D'après Agneta Dahlgren (sv), directrice de projet design Renault, « le résultat se concrétise par l’alliance de formes généreuses, d’épaules galbées, de flancs saillants et l’intégration de détails techniques subtils à l’image des projecteurs high-tech qui renforcent son design identitaire ».
La planche de bord de l'Austral, baptisée OpenR, est largement inspirée de celle de la Mégane E-tech Electric. L'aménagement est quant à lui légèrement revu. Le système multimédia OpenR Link permet d'utiliser Google dans l'Austral.

## Caractéristiques techniques

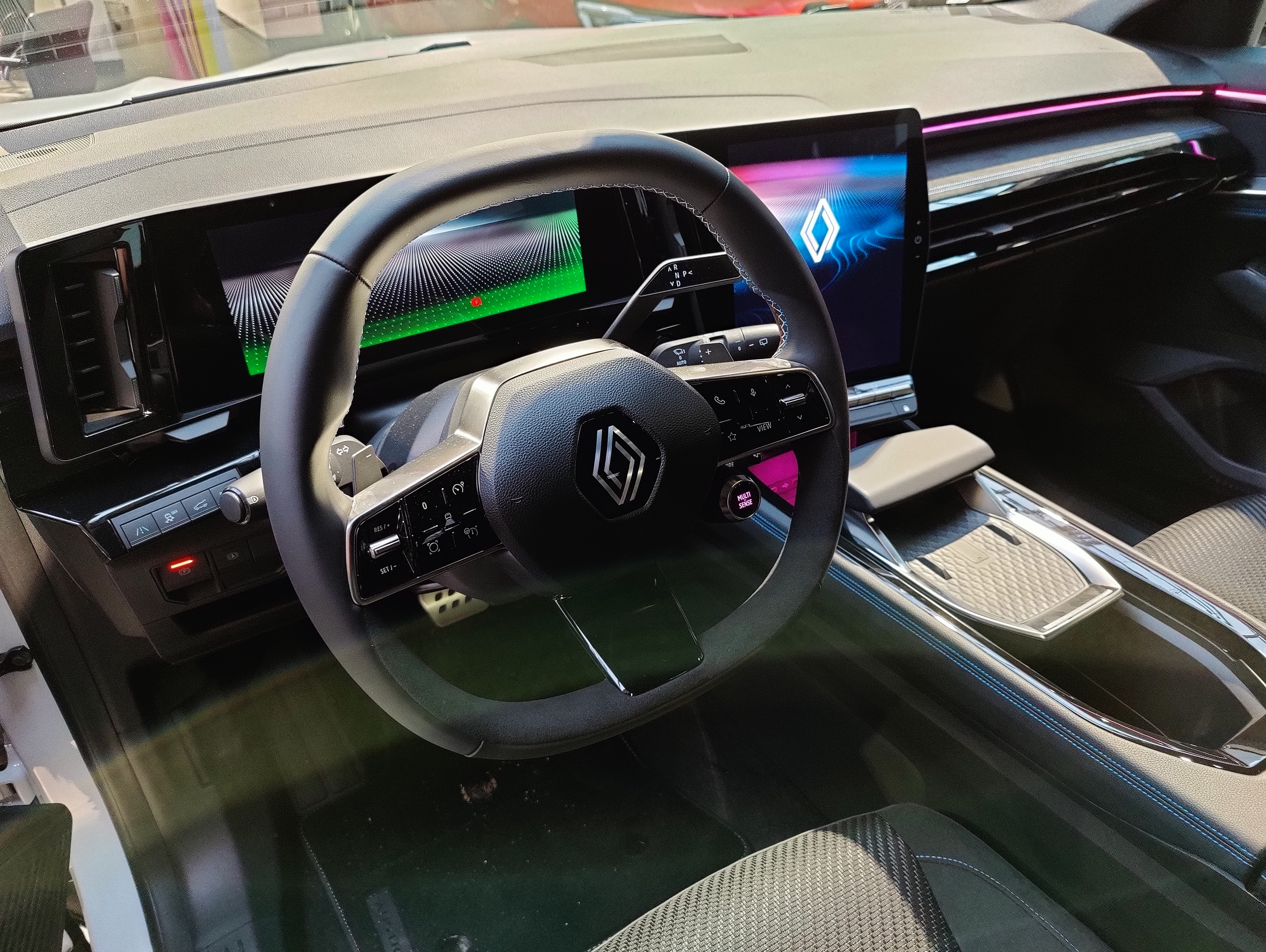
Intérieur.

L'Austral est basé sur la nouvelle plateforme technique CMF-CD3 du groupe Renault-Nissan-Mitsubishi. Il peut disposer du système 4CONTROL Advanced (4 roues directrices) qui permet aux roues arrière de braquer de 5° dans le même sens que les roues avant à haute vitesse, et dans le sens contraire à basse vitesse.
À l'intérieur, le SUV peut recevoir en option une banquette arrière coulissante sur 16 cm.

### Motorisations
L'Austral est motorisé par le 4-cylindres 1,3 litre TCe mHEV 12V en 140 et 160 ch (103 et 118 kW). Ce moteur conçu avec Mercedes s’effacera avant l’introduction de la norme Euro 7.
Il est aussi proposé en entrée de gamme, avec un nouveau 3-cylindres 1,2 litre mHEV 48V de 130 ch (96 kW) et 230 N m.
En raison d'un malus écologique s'élevant à 650 € en 2023, la motorisation micro-hybride de 160 ch est supprimée du catalogue à la fin de l'année 2023. Elle sera remplacée en 2024 par un moteur plus efficient.

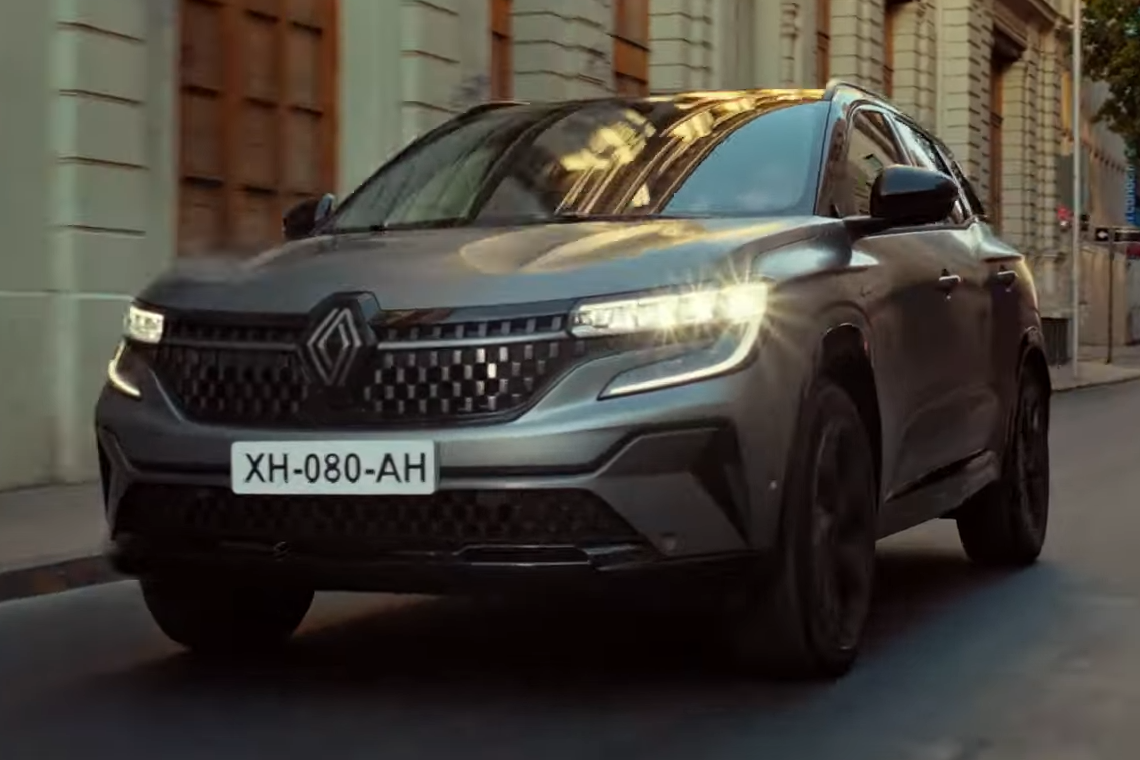
Vue de l'avant.

| Logo de Renault               | Renault Austral                            | Renault Austral         | Renault Austral                  | Renault Austral                               |
| Logo de Renault               | 1.3 TCE Mild Hybrid 12V                    | 1.3 TCE Mild Hybrid 12V | 1.2 TCE Mild Hybrid Advanced 48V | 1.2 TCE E-TECH Full Hybrid                    |
| ----------------------------- | ------------------------------------------ | ----------------------- | -------------------------------- | --------------------------------------------- |
| Moteur                        | 4-cylindres                                | 4-cylindres             | 3-cylindres                      | 3-cylindres                                   |
| Code moteur                   | H5H Turbo                                  | H5H Turbo               | H5F Turbo                        | H5F Turbo                                     |
| Alimentation                  | Turbocompressé                             | Turbocompressé          | Turbocompressé                   | Turbocompressé                                |
| Cylindrée (cm3)               | 1332                                       | 1332                    | 1199                             | 1199                                          |
| Puissance maximale ch (kW)    | 140 (103)                                  | 160 (118)               | 130 (96)                         | 200 (147)                                     |
| au régime de (tr/min)         |                                            |                         |                                  |                                               |
| Puissance administrative      | 8                                          | 8                       | 7                                | 7                                             |
| Couple maximal (N m)          | 260                                        | 270                     | 230                              | Thermique: 205 Électrique: 205 Combiné: 410   |
| au régime de (tr/min)         |                                            | 1800                    |                                  |                                               |
| Boîte de vitesses             | Automatique X-Tronic Manuelle à 6 rapports | Automatique X-Tronic    | Manuelle à 6 rapports            | Automatique multimodes à crabots à 7 rapports |
| Transmission                  | Traction                                   | Traction                | Traction                         | Traction                                      |
| Type de batterie              | Lithium-ion 12 Volts                       | Lithium-ion 12 Volts    | Lithium-ion 48 Volts             | Lithium-ion 400 Volts                         |
| Capacité de la batterie (kWh) | 0,15                                       | 0,15                    | 0,95                             | 1,75                                          |
| Vitesse maximale (km/h)       | 175                                        | 175                     | 175                              | 175                                           |
| 0-100 km/h (s)                |                                            | 9,07                    | 10,08                            | 8,04                                          |
| Consommation (L/100 km)       |                                            | 6,2 - 6,5               | 5,2 - 5,7                        | 4,5 - 4,8                                     |
| Émissions de CO2 (g/km)       |                                            | 139 - 145               | 118 - 125                        | 102 - 109                                     |
| Capacité du réservoir (L)     | 55                                         | 55                      | 55                               | 55                                            |
| Masse à vide (kg)             |                                            | 1464                    | 1421                             | 1517                                          |
| Norme environnementale        | Euro 6                                     | Euro 6                  | Euro 6                           | Euro 6                                        |
| Nombre de places              | 5                                          | 5                       | 5                                | 5                                             |
| Nombre de portes              | 5                                          | 5                       | 5                                | 5                                             |

## Finitions
Niveaux de finition à partir du 1er novembre 2022 :
- Équilibre
- Techno
- Iconic

Niveaux de finition à partir de mai 2023 :
- Evolution
- Techno
- Iconic

### Pack
- Pack Esprit Alpine

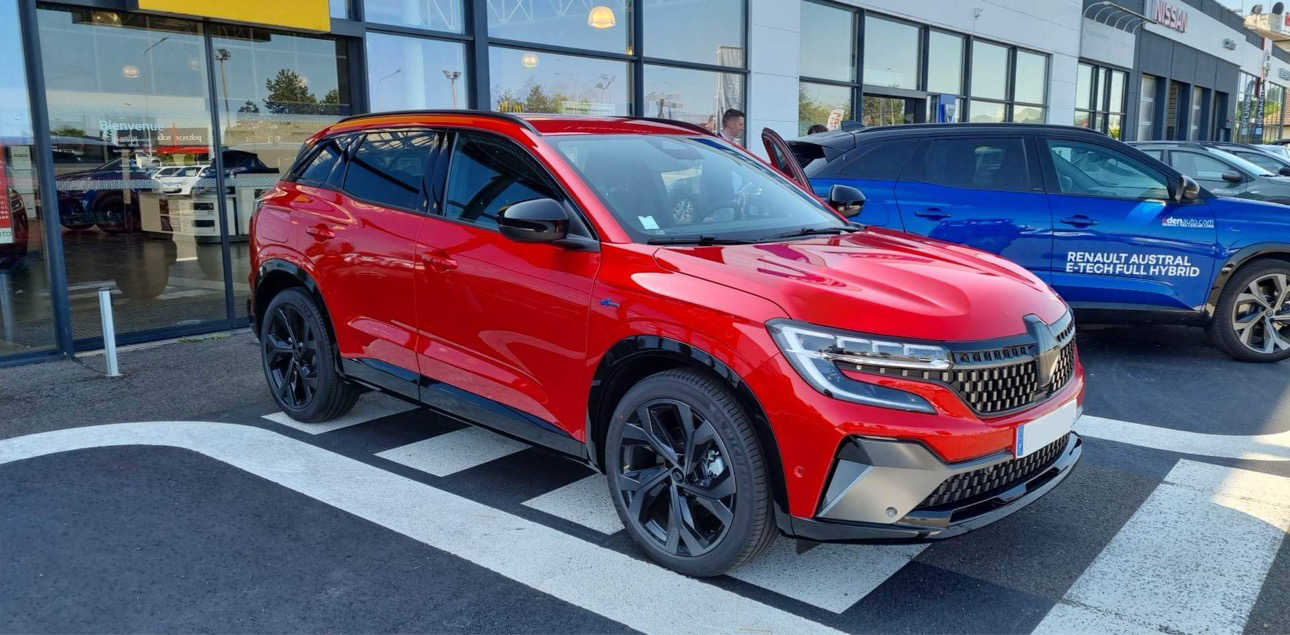
Couleur de série (Rouge Flamme), en Iconic Esprit Alpine.

L'Austral propose un pack Esprit Alpine sur les finitions Techno et Iconic. Il possède les équipements suivants :
- Logos spécifiques ;
- Teinte spécifique Gris Schiste Satin ;
- Jantes alu "Daytona" diamantées noires et laquées d'un vernis fumé de 20 pouces badgées Alpine ;
- Toit Noir Étoilé et cerclages de vitre noir Brillant ;
- Barres de toit Noir Satin ;
- Barre de calandre horizontale Satin Grey soulignée par une lame sport aérodynamique de la même couleur ;
- Logos Renault extérieurs (avant, arrière et centre de roues) en finition brossée Ice Black ;
- Lettrage Ice Black affichant le nom du véhicule ;
- Sièges chauffants et massants en Alcantara, agrémentés d'un tissu "will" type fibre de carbone et de double surpiqûres Bleu Alpine ;
- Logo brodé sur les appui-têtes et discret drapeau français tricolore inséré dans les coutures latérales intérieures ;
- Inserts en Alcantara surpiqués de bleu ornant les panneaux de porte et la planche de bord face au passager avant ;
- Console grand confort, moussée et grainée, également dotée de double surpiqûres Bleu Alpine ;
- Volant en cuir Nappa chauffant réglable électriquement avec inserts Alcantara et surpiqûres tricolores bleu blanc rouge ;
- Ceintures de sécurité rehaussées de liserés bleu ;
- Pédalier aluminium et seuils de porte estampillés "Alpine" ;
- etc.

## Prix
Le 15 septembre 2022, Renault dévoile les tarifs. Ceux-ci sont compris entre 33 400 € et  44 900 €.
|                          | Equilibre | Techno   | Techno Esprit Alpine | Iconic   | Iconic Esprit Alpine |
| ------------------------ | --------- | -------- | -------------------- | -------- | -------------------- |
| Mild hybrid advanced 130 | 33 400 €  | 35 900 € | -                    | -        | -                    |
| Mild hybrid 160 auto     | -         | 37 400 € | 38 800 €             | 40 200 € | -                    |
| E-Tech full hybrid 200   | -         | 40 700 € | 42 100 €             | 43 500 € | 44 900 €             |

## Récompenses
Le Renault Austral a reçu le trophée Autobest 2023, délivré par un jury de 31 pays européens et la Turquie.